# Улица Тухачевского (Владивосток)
Улица Тухачевского — улица во Владивостоке в микрорайоне БАМ

## История
Улица Тухачевского в Ленинском районе Владивостока, как и многие другие улицы с таким названием в городах бывшего СССР, названа в честь советского военачальника Михаила Николаевича Тухачевского.
Улица Тухачевского во Владивостоке, также известная как БАМ, имеет свою историю, связанную с развитием этого района. В прошлом, здесь располагались военные казармы, а позже район был отдан под дачи и частный сектор. Масштабное жилищное строительство началось в 1970-х и 1980-х годах, когда были построены многоэтажные дома, общежития и "гостинки".

## Инфраструктура
Улица Тухачевского сейчас представляет собой жилую зону с развитой инфраструктурой. Включает в себя разновозрастные высотки, общежития, гостинки, хрущевки и малосемейки, а также гаражные кооперативы и частный сектор. Район имеет перспективы для дальнейшего уплотнения застройки, а также планируется жилищное строительство на территории бывшего дачного товарищества "Луч".

## Автобусные линии

#### Автобус 85
Следует до улицы Суханова, где находится Университет Прокуратуры Российской Федерации. Время в пути от улицы Тухачевского до Университета составляет около 5 минут.

#### Автобус 95
следует до Поликлиники № 9. Время в пути от улицы Тухачевского до Поликлиники № 9 составляет около 18 минут

#### Автобус 99
следует до площади Борцов Революции. Время в пути от улицы Тухачевского до площади Борцов Революции составляет около 20 минут. 

#### Автобус 50
следует до Автовокзала. Время отправления автобуса 50 с улицы Тухачевского в 07:15, 08:10 и 09:10. 

#### Инфраструктура района

##### Транспорт
Несколько автобусных остановок, включая "Тухачевского", "Карбышева" и "Рынок (БАМ)", обеспечивают удобный доступ к другим районам города.

##### Торговля
В районе есть несколько супермаркетов, торговых центров, таких как "Реми", "Восток-Сити", "Союз", "Тухачевский".

##### Образование
Расположены детские сады (№30, №35, №22, №23, №169, №187) и школы (№53, №68, №19, №23).

##### Медицина
В районе есть поликлиника №9, аптеки "Монастырев" и аптечный пункт.

##### Другое
В районе есть небольшая церковь, а также объекты, связанные с китайским бизнесом.

##### Развлечения
Многочисленные кафе и рестораны, преимущественно восточной кухни, а также сауны и фитнес-центры.
В районе также есть недострой и гаражные кооперативы, а также пандус, что является редкостью для Владивостока.